# Corniculario

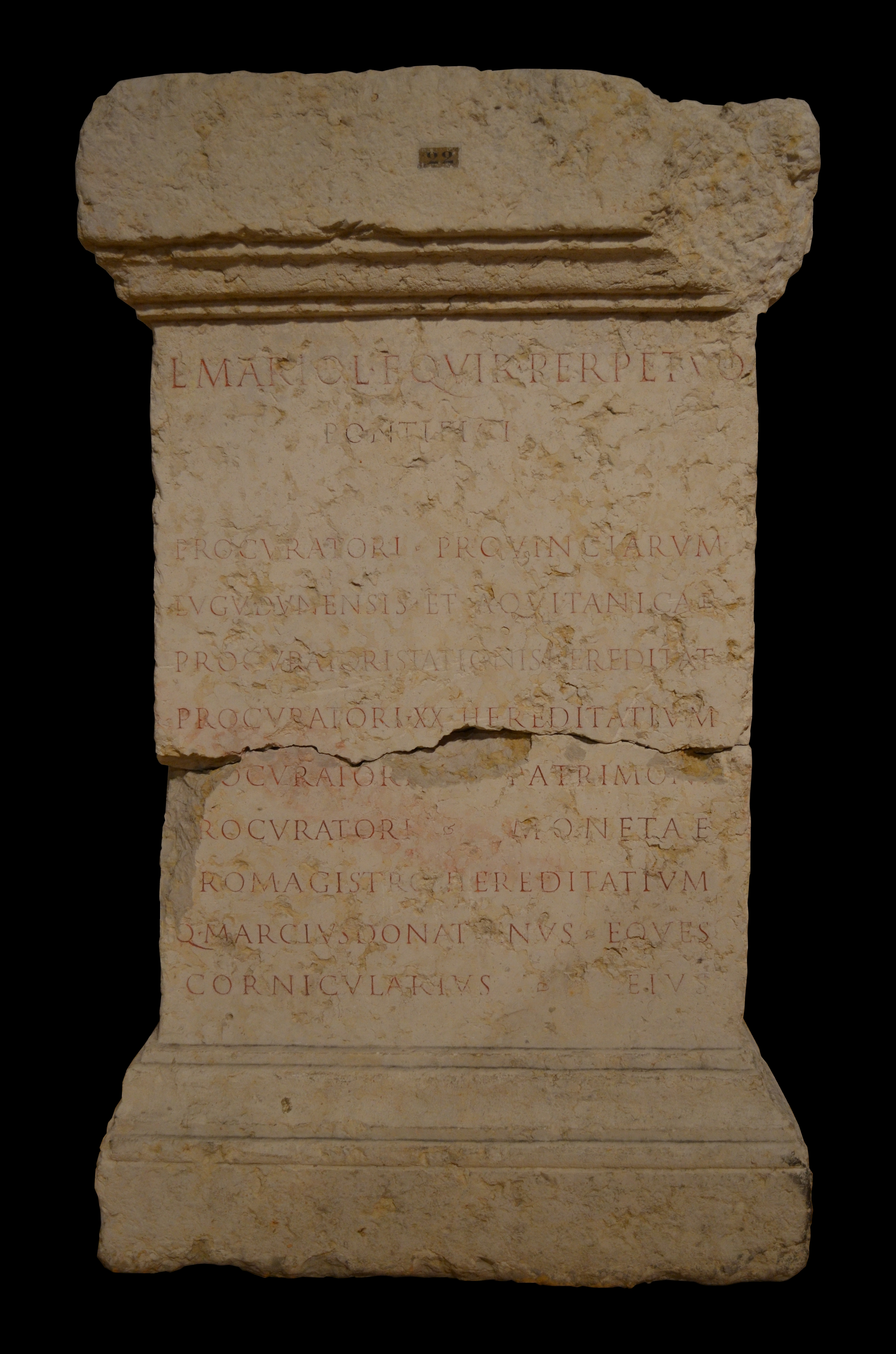
Altar funerario dedicado a un procurador por su corniculario Q. Marcius Donatianus. Museo Lugdunum.

Un corniculario o cornicular (en latín: cornicularius, pl. cornicularii) era un suboficial del ejército romano al frente de las tareas administrativas, contables y archivo de documentos de los legionarios, auxilia, guardia pretoriana o marina militar romana. Formaba parte de la categoría de los principales, es decir, suboficiales pertenecientes al grupo de los duplicarii. 
Oficiaba como asistente bajo la autoridad de un oficial superior (un centurión o un oficial de mayor rango). El propio corniculario tenía varios asistentes responsables de pequeñas tareas, que él debía supervisar dentro de su officium. Un corniculario también podía dirigir officia más importantes adscritas a un gobernador provincial o a una de las grandes prefecturas de Roma.
Etimológicamente, este término proviene de la palabra corniculum, "cuernecillo", lo que significa que llevaba sobre su casco como insignia, dos pequeños penachos de metal en forma de cuernos.

## Funciones
Existían al menos cinco cargos dentro de las oficinas administrativas militares respecto al puesto de corniculario, con cinco niveles diferentes:
- Cornicularius centuriae o cornicularius centurionis principis, encargado de la administración de un centuria tanto dentro de una legión romana como para las tropas auxiliares.
- Cornicularius tribuni, jefe de la oficina de una sola cohorte legionaria o auxiliar.
- Cornicularius praefecti, bajo las órdenes del prefecto del pretorio, praefectus vigilum, praefectus classis Misenis, praefectus cohortis o del praefectus legionis.
- Cornicularius praesidis o cornicularius procuratori Augusti, bajo las órdenes de un procurator Augusti provincial.
- Cornicularius legati legionis, bajo las órdenes de un legatus legionis.
- Cornicularius legati pro praetore legionis o cornicularius consularis, bajo las órdenes del legatus Augusti pro praetore, y por tanto a la cabeza de al menos una legión.

Además, parece haber otras funciones para las cuales el corniculario pudo haber sido utilizado, como comisionado o tesorero.
El corniculario, como suboficial, podía acceder al grado superior de oficial en la jerarquía del ejército romano, como decurión de un ala de caballería coorte equitata o como centurión legionario. Una inscripción informa que un corniculario había sido previamente beneficiarius sesquiplicarius, y luego ascendió al grado de optio. Finalmente, tenían una paga doble (duplicarius) en comparación con un miles-legionario. [6]